# اساگیلا

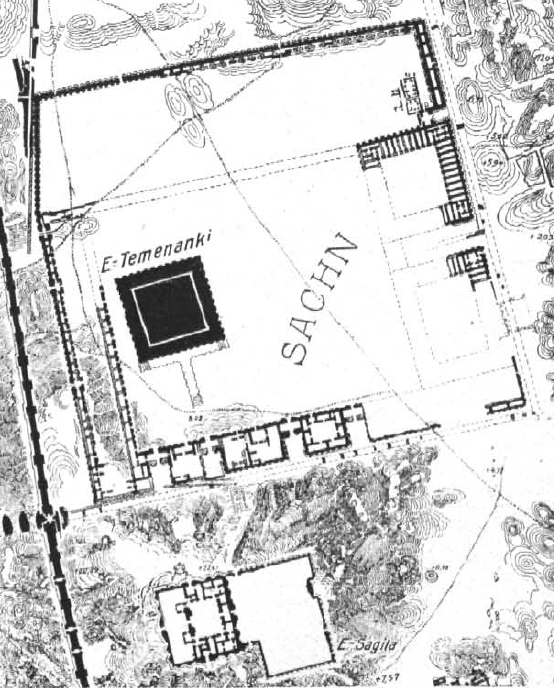
اِسگیلَ یا اساگیل

اِسگیلَ یا اساگیل یا اساگیلا به‌معنای «خانهٔ [پرستشگاه]ی که سر بَرافراشته»، نام پرستشگاهی بزرگ و باشکوه برای مردوک و همسرش صرپانیتوم در شهر بابِل است. این پرستشگاه در زمینی به مساحت ۳۸۵٫۰۰۰ متر مربع جای داشته است و دارای زیگوراتی هفت طبقه به‌نام «اِ. تِمِن. اَن. کی» (به‌معنای «خانه/پرستشگاه پایهٔ آسمان و زمین») به درازای هر قاعده حدود ۹۰ متر و ارتفاع حدود ۷۰ متر مربع بوده‌است.